# منتخب الاتحاد السوفيتي للباندي للسيدات
منتخب الاتحاد السوفيتي للباندي للسيدات هو ممثل الاتحاد السوفيتي الرسمي في المنافسات الدولية في الباندي للسيدات
.